# Leucoloma pygmaeum
Leucoloma pygmaeum là một loài rêu trong họ Dicranaceae. Loài này được Paris mô tả khoa học đầu tiên năm 1904.